# Заріцький Микола
Мико́ла Зарі́цький (* 1993) — український військовик; учасник російсько-української війни. Призер Ігор Нескорених-2023.

## З життєпису
Народився 1993 року у місті Білопілля. Здобув освіту тракториста. Займався легкою атлетикою, спортом. Посідав призові місця на чемпіонатах України; шестиразовий чемпіон серед юнаків з легкої атлетики. Навчався на інженера-механіка, одночасно здобував другу вищу освіту — на артилериста. 2013 року закінчив кафедру військової підготовки при Сумському державному університеті.
Одружився; з дружиною Анастасією виховують доньку Софійку.
2015 року по мобілізації служив в ДПСУ в Сумській області. Написав рапорт, щоб служити в Краматорську, проходив службу в лавах Держприкордонслужби України.
З початком широкомасштабної агресії мобілізований до лав ЗС України.
11 жовтня 2022 року Микола зазнав поранення під час виконання бойового завдання на Херсонщині — відірвало частину ноги, коли заходили за річку Інгулець, в російські окопи.
На відкритті Ігор Нескорених Микола ніс прапор України.
Виступав у легкій атлетиці, веслуванні на тренажерах, баскетболі та волейболі. Приніс збірній України чотири медалі — дві «золоті» та дві «срібні».

## Вшанування
19 вересня 2023 на сесії міськради ветерану ЗСУ Миколі Заріцькому надали звання «Почесного громадянина Білопільської міської територіальної громади».